# Kung-ti
Kung-ti (14 de Setembro de 953 – 973) foi o último imperador da dinastia Chou, que ficou marcada pelas guerras civis e destruição das cidade. Kung-ti morreu em um golpe de estado. Os oficiais seus colegas pensaram que aquilo queria dizer que o seu general, Chão Kuang-yin, seria o novo imperador. Acordaram-no e proclamaram-no como novo governante, Sung Tai Tsu iniciando adinastia sung.